# Amantes (tribu)

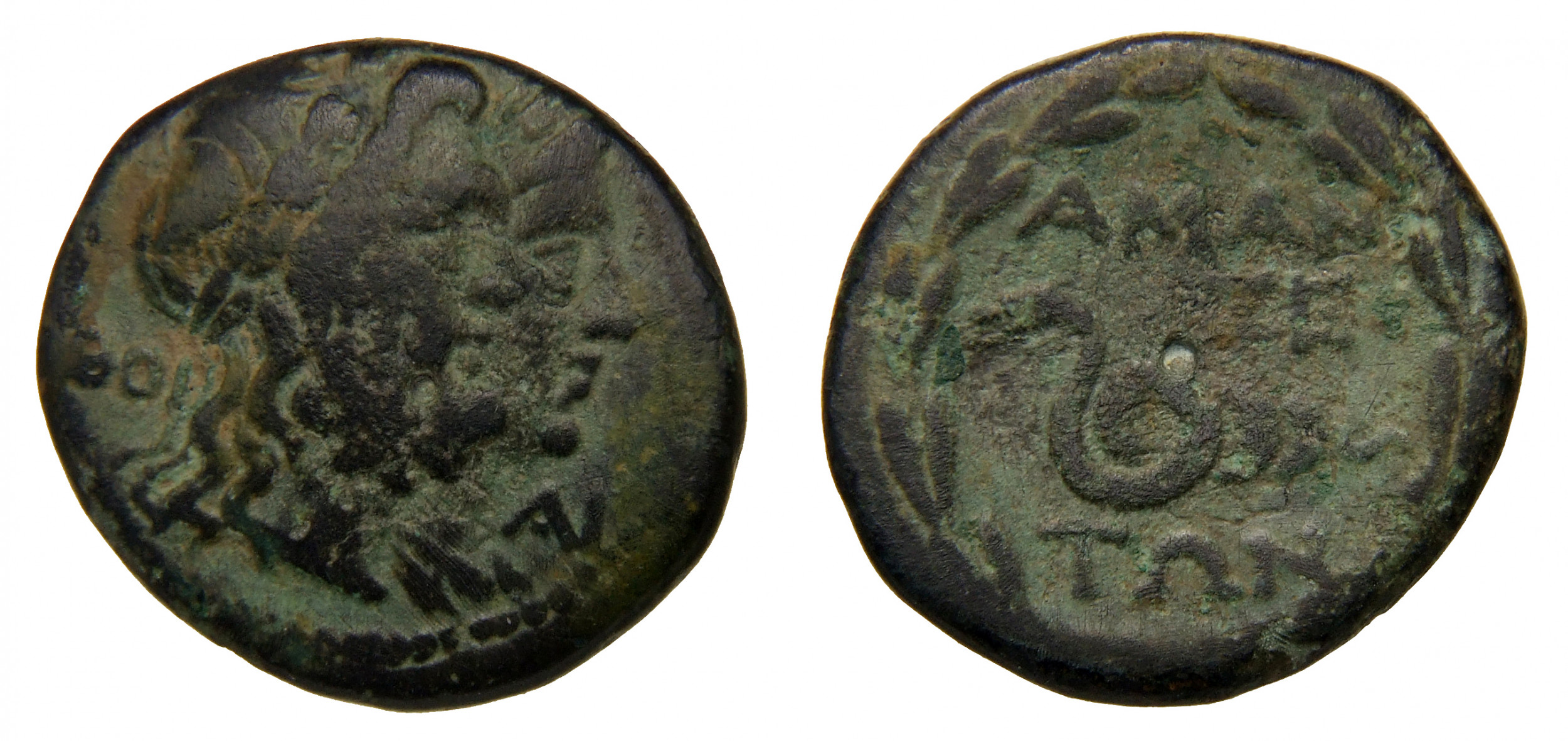
Moneda de bronce con la leyenda ΑΜΑΝΤΩΝ (AMANTON) con una serpiente en el reverso y las cabezas de Zeus y Dione en el anverso.

Los amantes (alternativamente citados en fuentes primarias como amantieis o amantini, (en griego antiguo: Άμαντες o Αμαντιείς, romanizado: Amantinii) eran una antigua tribu situada en la zona interior de la bahía de Vlorë, al norte de las montañas Ceraunias y al sur de Apolonia, en el sur de Iliria, cerca de la frontera con Epiro, la actual Albania. Se ha identificado un lugar de su ubicación en el asentamiento arqueológico de Amantia, situado sobre el río Viosa. Se considera que Amantia fue su principal asentamiento. Los amantes también habitaron en la zona de un antiguo santuario de llama eterna llamado Ninfeo (santuario del fuego).
Los amantes aparecen por primera vez en la literatura antigua en el siglo IV a. C., en el Periplo de Pseudo-Escílax, como una tribu iliria limítrofe con los epirotas caones. En las fuentes helenísticas se les menciona entre los epirotas. En la literatura romana aparecen como bárbaros. En la historiografía moderna, algunos estudiosos consideran a los amantes ilirios, y otros, epirotas. Aunque no se han encontrado pruebas definitivas que aseguren una organización política de los amantes como koinón, su institución está indicada por hallazgos arqueológicos en la zona. El sistema de gobierno tribal (quizá un koinón) de los amantes y el koinón de los biliones se consideran hoy ejemplos importantes de koina iliria, organizada de forma similar al koinón de los epirotas.

## Nombre
El nombre aparece por primera vez en el Periplo de Pseudo-Escílax a mediados del siglo IV a. C. Se ha sugerido que el etnónimo amantes contiene la raíz indoeuropea ab- «agua, río», ya que la permutación de -m- por -b- se encuentra en griego, mientras que el cambio de -b- por -m- se encuentra en tracio e ilirio  y es característico de la región del norte del Egeo. Se discute si el nombre de amantes correspondía al cambio de -b- a -m-. Algunas fuentes antiguas fusionaron el término abantes con amantes, y el nombre del territorio de Abantis con el de Amantia. Esteban de Bizancio atribuyó esta variación ortográfica a Antígono Gónatas, que fue adoptada posteriormente por algunos poetas helenísticos.
Se ha sugerido que los nombres amantes y Amantia están relacionados con el término albanés amë/ãmë («lecho de río, fuente, manantial»). El nombre tribal amantes, en particular, se ha traducido como «ribereños». Una tribu iliria homónima vivía en Eslavonia oriental.

## Geografía

Mapa con la ubicación aproximada de algunas de las principales ciudades del antiguo Epiro. Amantia estaba en la parte norte de Epiro.

El territorio de los amantes estaba situado alrededor de la orilla izquierda del valle inferior del Aoos y en el interior de la bahía de Vlorë, y era conocido como Amantia, que los antiguos griegos interpretaban como Abantia.
La sede principal de su comunidad tribal se ha identificado con el asentamiento arqueológico de Amantia, situado sobre el río Viosa/Aóos. La ciudad se construyó hacia el 450 a. C. en el emplazamiento de un asentamiento protourbano. Ya desde el principio contaba con una acrópolis fortificada que estaba rodeada por una muralla de 2,1 km de longitud, con una ciudad baja. Las murallas originales, de piedra caliza labrada de forma irregular, se renovaron en el siglo IV a. C. con capas de sillares isodómicos.
Su territorio se extendía al este del valle de Shushicë, donde las fortalezas de Matohasanaj y Cerje marcaban el límite más meridional de su comunidad, en la frontera con Caonia. Con la posición estratégica del asentamiento de Matohasanaj, los amantes podían controlar la ruta natural desde Amantia hacia Epiro o Macedonia. Su territorio se extendía hacia el oeste hasta la bahía de Vlorë y la zona de Orico, mientras que su límite noroeste parece haber sido la ciudad de Triport. Kaninë, en la bahía de Vlorë, constituía la principal ruta de los amantes hacia el mar. Tronión, una ciudad situada en Abantis, fue fundada tradicionalmente por colonos de la Antigua Grecia en la bahía de Vlorë, sin embargo su ubicación actual aún no ha sido identificada, y se ha propuesto una posible ubicación en Triport o cerca de Kanina.
La extensión territorial del Estado de los amantes se adaptaba mejor a la organización de tipo ethnos o koinón que a la organización de tipo polis. Su territorio combinaba tierras agrícolas y grandes zonas montañosas aptas para la ganadería, pastos de verano y pastos de invierno cerca de la orilla del mar.

## Historiografía

### Antigua
Los amantes son mencionados por primera vez por Pseudo-Escílax en el siglo IV a. C., quien los consideraba ilirios. Proxeno de Atarneo, historiador de la corte de Pirro en el siglo III a. C., y el lexicógrafo Hesiquio de Alejandría incluyeron a los abantes (una variante de amantes) entre los epeirotai (epirotas). Plinio el Viejo los consideraba bárbaros. Pausanias sitúa el territorio de Abantis en la región de Tesprotia «junto a las montañas Ceraunias», y atribuye su colonización a los abantes de Eubea. Esteban de Bizancio consideraba Amantia como parte de la tierra habitada por los ilirios, que fue colonizada por los abantes.

### Moderna
Su origen étnico ha sido objeto de debate en la historiografía moderna. Entre los historiadores y arqueólogos más antiguos, Fanula Papazoglou los consideraba ilirios,. Arnold J. Toynbee los consideraba de habla iliria, mientras que N. G. L. Hammond los consideraba griegos. Chrisoula Ioakimidou (1997) afirma que no se les puede calificar de griegos con certeza, y que Plinio al menos los llama bárbaros, sin embargo según ella no parecen haber sido ilirios. Hadeli (2020) señala que la caracterización de Plinio de los amantes como «bárbaros» no es étnica, sino más bien cultural. Como afirma Winnifrith (2002), algunos estudiosos descartan la evidencia de Plinio de que los abantes/amantes fueran bárbaros señalando que Proxeno y Hesiquio llaman a los abantes «epirotas», sin embargo se trata del período helenístico, cuando la influencia de la Antigua Grecia sí se expandió hacia el norte. Varios estudiosos los consideran ilirios, mientras que otros los consideran epirotas.

### Hipótesis eubea

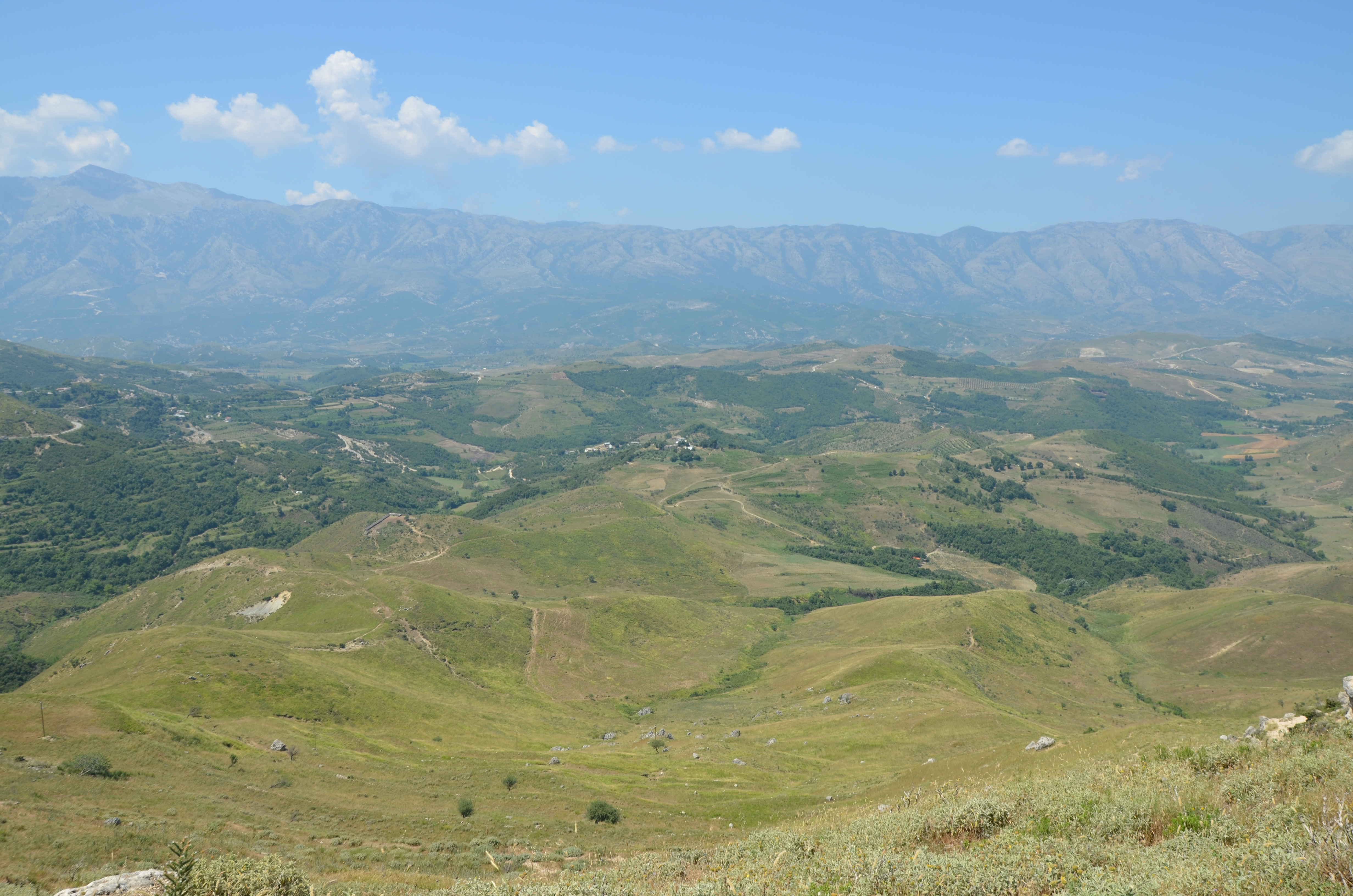
Vista del paisaje que rodea a Amantia.

Un relato mitológico, atestiguado en la obra de Pausanias, produjo una conexión ancestral entre ellos y los abantes (en griego antiguo: Άβαντες), de quienes se decía que eran colonos en Amantia tras su regreso de la guerra de Troya. La interpretación del topónimo Amantia como Abantia al margen de los relatos mitológicos se ha racionalizado como parte de una colonización procedente de Eubea. Como parte de esta conexión un asentamiento local bajo el nombre de Tronión lleva el mismo nombre de un asentamiento locrio situado en Eubea. Aunque hay cierta inexactitud geográfica en la descripción de Pausanias, la tradición de la colonización eubea data al menos del siglo V a. C. y esos topónimos existían desde la época arcaica (800-480 a. C.). Los apolonios en el momento de erigir su monumento en Olimpia por su victoria en Tronión conocían estas identificaciones locrio-eubeas del territorio que se habían anexionado. Se ha sugerido que los datos de Pausanias concuerdan más con el asentamiento de la colonia eubea en Tronión en el yacimiento costero de Triport situado frente a las montañas ceraunias al noroeste de Aulon (Vlorë), y no en Amantia en el yacimiento de Ploç situado al sur del valle de Aoos en el interior de Aulon. Los datos de Pausanias se han comparado con la información proporcionada por el monumento conmemorativo de Apolonia, lo que sugiere una «etnicidad de oposición» entre las asociaciones coloniales griegas de la Bahía de Aulon (es decir, la zona llamada Abantis), y los bárbaros del interior. Ambas ciudades (Apolonia y Tronión) eran establecimientos griegos.
M.V. Sakellariou afirma que, aunque muchos estudiosos aceptan la historicidad de la colonización eubea, que data de algún tiempo después de la colonización de Corfú por los eretrios, llega a la conclusión de que no existía una conexión directa entre los amantes y los abantes, sino que ambos procedían de una tribu indoeuropea más antigua, a la que denomina proto-abantes, que se asentó en el actual Cáucaso, Albania y Grecia. Según S.C. Bakhuizen (1976), todas las construcciones académicas sobre una relación entre los amantes y los abantes de Eubea son ficticias. Guy Smoot (2015) ha propuesto una dirección opuesta de una conexión entre las dos tribus que él data en la EIA (ca. 1100-850 A C). En lugar de una colonización de los abantes desde la Argólida y Eubea a Epiro, propone que una parte de los abantes originales se trasladó al sur desde su tierra natal en Epiro a Grecia central, a Eubea y tan al sur como la Argólida, como parte de la migración dórica. Según él, los amantes que permanecieron en Epiro pasaron a llamarse Aamantes, siguiendo un cambio b/m típico del Egeo septentrional. Según Sakellariou, la correlación de los nombres étnicos Ἄβαντες (Abantes) y Ἄμαντες (Amantes) de los antiguos, basada en el hipotético desplazamiento β > μ se considera razonablemente dudosa.

## Cultura

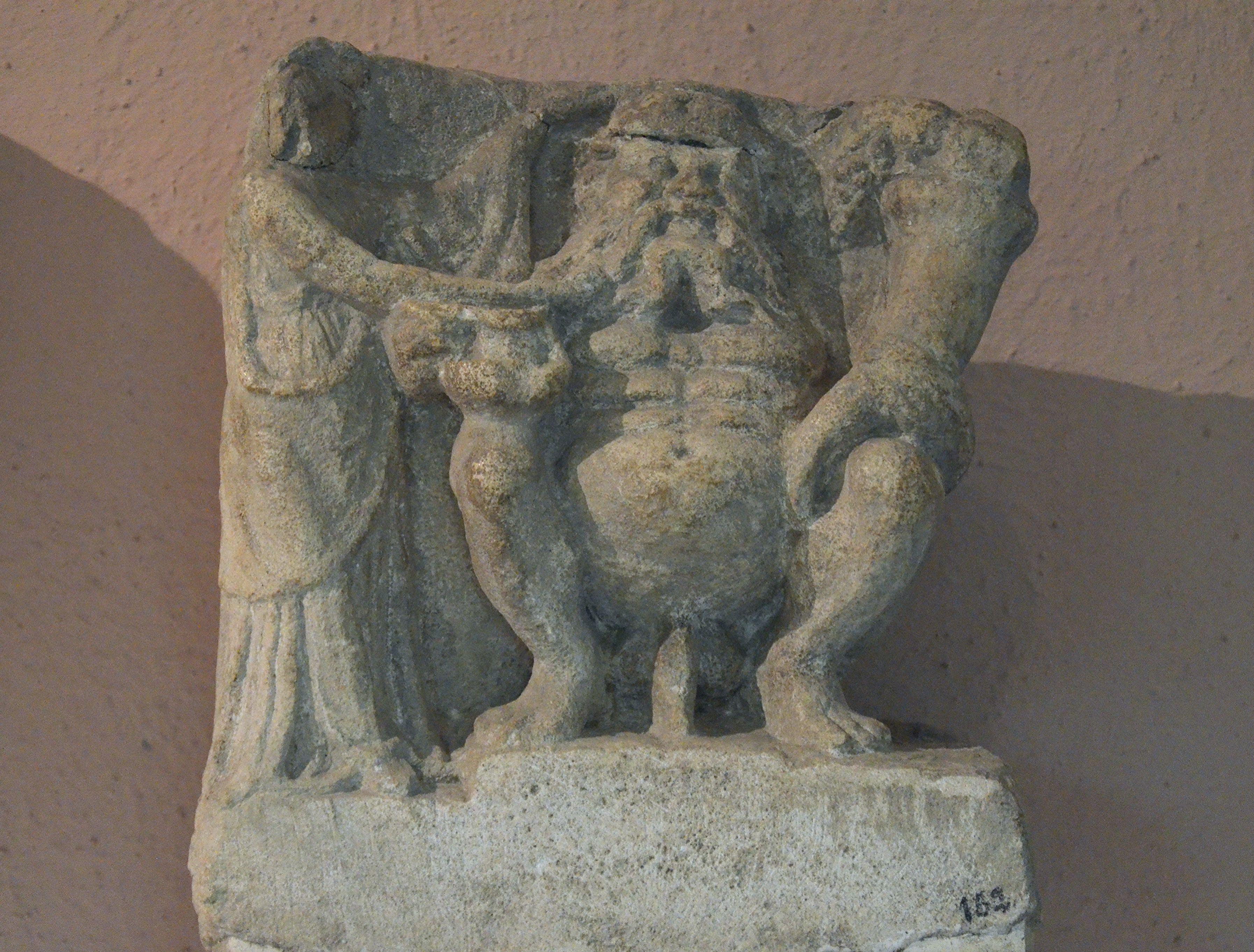
Dios de la fertilidad que sostiene una cornucopia, -, procedente de Amantia, actualmente en el Museo Arqueológico de Tirana, Albania.

La cultura de la región tenía una lengua que no se conoce bien, y parece que no tenía un sistema de escritura propio. En la época helenística la influencia griega se extendió desde el sur hacia el norte, involucrando a los amantes. En la época helenística aparecen inscripciones griegas en Amantia, y la onomástica era principalmente griega, sin embargo había nombres no griegos en inscripciones del siglo IV a. C.. La cultura local tomó prestada fácilmente la iconografía y la técnica de los griegos. Muchos cultos de Amantia son típicamente griegos (Zeus, Afrodita Pandemos, Pan).  Otros cultos como el de la deidad masculina de la fertilidad son comunes del sur de Iliria. Parece que las iconografías de esta deidad eran derivaciones de iconografías egipcias o itálicas (Bes-Sileno), principalmente de la colonia griega de Taras, muy extendidas en la región desde el siglo IV a. C., pero enriquecidas con innovaciones muy estilísticas. En el período romano esta deidad ha sufrido transformaciones principalmente de influencia oriental. Algunos etiquetan a esta deidad como el dios ilirio de la fertilidad. En realidad, es inútil plantear los cultos antiguos en términos étnicos o nacionales. El sur del Adriático] es claramente una región de intercambios religiosos, en la que hay que desplazar los hechos, antes de considerarlos pertenecientes a una sola cultura. El culto ilirio-griego a las ninfas estaba muy extendido en la región. Un antiguo santuario del fuego eterno llamado Ninfeo (santuario del fuego) estaba situado en una zona habitada por amantes y biliones, que también se encontraba cerca de Apolonia de Iliria.
El estadio de Amantia muestra que el koinón de los amantes fue en el que las influencias griegas fueron más fuertes, sin duda por su apertura marítima y su proximidad a Apolonia. Las inscripciones en latín aparecen después del año 200 d. C., cuando la región pasó a formar parte de la esfera de influencia romana y, posteriormente, del Imperio romano.

### Organización política helenística
Al describir la organización política helenística de los amantes, hasta hace poco los estudiosos han dudado en reconocer la existencia de un koinón] de los amantes, y han hablado más bien de Amantia como una polis (ciudad-estado) según el modelo de las ciudades de colonial griega. Según Lavdosh Jaupaj (2019), la existencia de un koinón de los amantes (AMANTΩΝ) está fuertemente respaldada por inscripciones griegas del siglo III al siglo I a. C., que se descubrieron recientemente en el territorio tribal ilirio de los amantes, en particular la inscripción de Matohasanaj, que atestigua la función de la figura del peripolarchos (en griego: περιπολάρχος). El papel de esta figura era presidir los peripoloi para garantizar la seguridad de las fronteras del Estado. Hasta el hallazgo de la inscripción de Matohasanaj, esta función solo se conocía en esta zona para el koinón de los biliones La fortaleza de Matohasanaj donde se encontró la inscripción está situada en la frontera oriental del territorio de los amantes, en una posición estratégica entre el sur de Iliria y Epiro, lindando con el koinón de los caones. Por otra parte, Vasiliki Hadeli sostiene que no hay pruebas de un koinón de los amantes y que no hay constancia del término koinón en ningún contexto relativo a la tribu. Ella propone que los amantes estaban organizados en una polis autónoma, y tal vez de tipo ciudad-estado. Según Lippert y Matzinger (2021) Amantia era la sede de la tribu iliria de los amantes, y según ellos, al igual que las demás ciudades ilirias, Amantia no era una polis al estilo griego. Hoy en día se considera que el koinón de los amantes y el koinón de los biliones fueron las más notables Ilirios koina ilirios, organizadas de forma similar al koinón de los epirotas.
La comunidad de los amantes se separó del estado epirota solo en el momento de la caída de la monarquía. En la época de Pirro, su hijo Alejandro II y sus descendientes, Epiro seguía siendo fuerte y controlaba tanto el sur de Iliria en el norte como parte de Acarnania en el sur. En este contexto, no es de extrañar que las monedas de bronce de Amantia, a partir del 230 a. C., utilizaran símbolos de la tradición epirota a la que estaban acostumbrados los habitantes de la ciudad, y solo se cambió la leyenda de las monedas de ΑΠΕΙΡΩΤΑΝ (de los epirotas) a ΑΜΑΝΤΩΝ (de los amantes), ambas escritas en letras griegas.
Teniendo en cuenta consideraciones arqueológicas e históricas, la ciudad de Olimpa debió fundarse en el contexto étnico de los amantes, pero más tarde se organizó como una polis propiamente dicha alejándose de su contexto étnico. La disociación de lo étnico a la polis coincidió con la conquista por Filipo V de Macedonia de una serie de ciudades en Iliria.